# 새움소프트
주식회사 새움소프트(영어: SaeumSoft Co., Ltd.)는 2005년에 설립된 대한민국의 소프트웨어 기업이다. 본사는 경기도 안양시에 위치해 있으며, "새움"이라는 이름은 "새로운 움직임"을 의미한다. 주력 분야는 협업 및 소통을 위한 소프트웨어의 연구 및 개발이며, 오픈소스와 자체 기술을 기반으로 다양한 플랫폼 및 솔루션을 제공하고 있다. 창립자이자 대표이사는 최병진이다.

## 연혁[1]

### 2005년 ~ 2008년
- ㈜상호저축은행 체크 카드 업무 시스템 개발
- ㈜ SK Telecomm의 무선네이트포탈(WITS4) 프로젝트
- 식품의약청 공동활용 DB구축
- 정보통신부 성과관리시스템 구축
- 국민체육진흥공단 다면평가시스템 개발
- ㈜새움테크로부터 자회사 분리, ㈜새움소프트 설립
- 메인비즈(MAINBIZ: 경영 혁신 기업) 인증 획득
- 이노비즈(INNOBIZ: 기술 혁신 기업), 벤처기업 인증 획득
- OfficeON 그룹웨어 솔루션 출시
- OfficeON 메신저, MailON(메일온), 외 FolderON(폴더온) 솔루션 출시
- 강남대 학사행정 시스템 구축

### 2009년 ~ 2011년
- 지식경제부/한국정보사회진흥원 주관 우수 ASP 서비스 선정
- SK M&C SSP(Self Service Platform) 광고관리시스템 구축
- SK 여행사(SK투어비스) 통합 예약 및 결재 시스템 구축
- OfficeON 마인드 제품 구축
- 새올 행정(의정부시청,영천시청,대구 중/서구청,김포시청,
- 전라북도 중소기업 종합지원센터) OfficeON 메신저 구축
- OfficeON OAM(아파트 관리사무소 전용) 그룹웨어 출시
- OfficeON 그룹웨어 임대형 서비스 사업 런칭
- OfficeON2.0 그룹웨어 솔루션 출시
- 새움소프트 기업부설 연구소 설립
- CJ 오쇼핑 웨딩 시스템 개발

### 2012년 ~ 2013년
- OfficeON ASP 그룹웨어 임대형 서비스 시스템 확장
- OfficeON 구축 고객사 고도화
- CJ 제일제당 온마트 주문자동화 시스템 구축
- SK 투어비스 웹사이트 리뉴얼 및 백오피스 고도화 프로젝트
- CJ ONE 통합 멤버쉽 프로젝트
- CJ 제일제당 온마트 소셜 개발
- CJ 제일제당 더키친 레시피 개발
- OfficeON 스마트폰 메신저(안드로이드 전용) 구축
- 스마트노트(SmartNote)-포스트잇 프리웨어 출시
- 한국석유공사 오피넷 리뉴얼 프로젝트
- ADT 캡스 WCMS 개발

### 2014년 ~ 2018년
- SK주식회사 CloudZ클라우드 그룹웨어부문 서비스 제휴
- APT123 클라우드 서비스로 업그레이드
- 한국클라우드협회 대표서비스 선정
- OfficeWork Cloud 서비스 개시
- HybriC (모바일포탈) 솔루션 출시
- 오라클 OCUCS 솔루션 파트너 협약
- CJ제일제당 ONmart 홈페이지 오쇼핑으로 통합 런칭 구축
- CJ제일제당/ SK Tourvis 통합유지보수
- 삼성전자 Media Hub Store – Backoffice 개발
- OfficeON 3.0 그룹웨어 솔루션 출시
- CompanyTalk 메신저(웹/모바일) 솔루션 출시
- Orange Search 검색엔진 솔루션 출시
- 한국클라우드협회 ‘아파트123’클라우드 시범사업 선정
- 오피스온3.0 그룹웨어 GS인증 획득(1등급-한국정보통신기술협회)
- 2018년 서울시 맑은아파트 전자결재  제도화ISP / 서비스확대 수행사 선정

### 2019년 ~ 2020년
- 씨제이 글로벌 포탈 고도화
- KB자산신탁 그룹웨어 구축 및 모바일앱 개발
- 한국건물에너지기술원 그룹웨어 구축
- 전자결재 기반 S-APT 플랫폼 구축 및 운영관리
- 굿네이버스 글로벌 거점 구성

### 2021년 ~ 2023년
- 경기도 스마트아파트 플랫폼 서비스
- 서울시 S-APT 운영관리
- 인천시 온-아파트 플랫폼 구축 및 운영관리
- KB자산신탁 그룹웨어 에디터 변경 및 운영관리
- 씨제이 글로벌 포탈 운영관리
- 나무가 근태관리 시스템 구축
- 서울시 반지하주택 모바일 조사 구축
- 서울시 건축주택 종합정보시스템 3단계 구축
- 서울시 반지하주택 모바일 사후점검 시스템 구축

### 2024년 ~ 현재
- 서울시 건축주택 종합정보시스템 3단계 및 4단계 구축
- 서울시 S-APT 운영관리
- 인천시 온-아파트 운영관리
- 씨제이 글로벌 포탈 운영관리
- KB자산신탁 그룹웨어 운영관리
- 강서도서관 AI 로봇 지능 챗봇
- 남서울대학교 AI 학생 상담 챗봇 시스템 구축
- AI 바우처 사업 선정 - AI 가구단지 점원 상담 챗봇
- 서울시 도시공간포탈 AI 챗봇 서비스

## 주요제품

### 애니톡
애니톡 (Anytalk) 은 차세대 기업용 생성형 AI 챗봇 서비스로, 조직 내 문서를 기반으로 자율 학습을 수행하며, 다양한 지식 관리 및 외부 시스템 연동 기능을 제공한다.
주요 기능:
- AI 지식 성장: 조직 문서를 기반으로 자율 학습하여 응답 정확도 향상
- 휴먼지식 성장: AI가 답변하지 못하는 질문에 대해 전문가 응답을 자동 지식화
- KMS 연동: 지식 분류, 편집, 검색 등 체계적인 지식 관리
- 오픈 API 제공: ERP, 그룹웨어, 고객 서비스 시스템 등과 연동 가능
- 음성/아바타 인터페이스: STT·TTS 기반 음성 대화 및 시각적 응답 제공
- 다국어 지원: 영어, 일본어, 중국어 등
- 고속 응답 및 분석: 평균 응답 속도 1초 이내, 다양한 데이터 형식 분석
- 보안 및 맞춤 개발: G클라우드 수준 보안, 클라우드와 구축형 환경 모두 지원

### 오피스온[2]
오피스온 (OfficeOn) 은 실시간 협업을 위한 컨버전스 그룹웨어로, 다양한 디바이스와 다국어 환경에서 접근 가능하며, 콘텐츠 기반 협업과 사용자 중심의 정보 관리를 지원한다.
주요 기능:
- 모든 장치와 웹 브라우저에서 접근 가능
- 실시간 협업 및 다국어 지원
- 콘텐츠 공유를 통한 부서 간 협업 촉진
- 기업별 HR 정보 연계를 통한 조직 관리
- 작성 중인 텍스트 및 열린 페이지 자동 저장 기능

### 컴퍼니톡[3]
컴퍼니톡 (CompanyTalk) 은 대규모 사용자 환경(10만 명 이상)에서도 안정적으로 작동하는 실시간 기업형 메신저이다.
주요 기능:
- 스마트폰(Android, iOS), PC, 웹 브라우저(익스플로러, 크롬, 사파리 등) 지원
- PC 버전 자동 업데이트
- 앱스토어를 통한 모바일 앱 업그레이드
- ActiveX, Flash 설치 없이 작동하는 웹메신저
- 한국어, 영어, 일본어, 중국어 등 다국어 지원
- 주요 웹 브라우저와의 호환성 확보

### 아파트123[4]
아파트123 (APT123) 은 아파트 단지를 위한 전자결재 및 전자문서 관리 시스템으로, 장기간의 무중단 운영을 통해 안정성과 효율성을 확보하고 있다. 
주요 기능:
- 대규모 단지에 대한 안정적인 문서행정 서비스
- 전기, 설비, 영선, 지원, 경리, 공문 등 아파트 전용 업무 지원
- 입주민 요구 문서의 신속한 검색 및 제공
- 모바일 및 PC 기반 업무 처리
- 전자결재, 문서 검색, 행사 일정 관리, 공지사항 등 지원

## 주요 특징
- 자체 및 오픈소스 기술을 기반으로 다양한 솔루션 개발
- AI 기술을 활용한 지식 성장형 챗봇 및 자동화 서비스 제공
- 클라우드와 온프레미스(구축형) 모두 지원
- 보안 수준은 G클라우드 인증에 준하는 수준
- 다국어 서비스 지원 및 글로벌 확장 가능성